# Charlotte van Kleef
Charlotte van Kleef (Venray, 6 oktober 1996) is een Nederlandse basketbalster (f/c). Ze was in 2018 de eerste Nederlander die het lukte om de eerste plaats op de FIBA 3x3 wereldranglijst te behalen, en werd in het seizoen 2022-2023 verkozen tot 'Center of the Year' in de Nederlandse vrouweneredivisie.

## Biografie
Charlotte van Kleef is geboren in Venray en opgegroeid in Nijmegen. Zij komt uit een topsportgezin, waar ouders en broers (Rolf en Tim) ook topsporters waren/zijn. Charlotte van Kleef begon met basketballen bij Wildcats in Nijmegen. Op haar 15e verhuisde Van Kleef naar Amsterdam, om sport en studie te combineren bij het talentenprogramma van de NBB, het Centrum voor Topsport & Onderwijs (CTO). Zij debuteerde op 14-jarige leeftijd in de dameseredivisie en vanaf 2011 kwam ze onafgebroken uit voor diverse Nederlandse jeugdteams. In 2015 werd ze geselecteerd voor het nationale vrouwenteam. Charlotte van Kleef heeft Media, Informatie en Communicatie gestudeerd aan de Hogeschool van Amsterdam.

## Erelijst
Van Kleef won in 2014 met het Nederlands 3x3 U18 team een zilveren medaille op de Olympische Jeugdzomerspelen in Nanjing (China). In 2015 behaalde ze met het nationale U20-team (5x5) een bronzen medaille op de Europese Kampioenschappen in Lanzarote (Spanje). In 2016 eindigde ze met het 3x3 Nederlandse team op het WK in Guangzhou (China) bij de beste acht van de wereld. In 2017 werd zij na 5 toernooien tweede tijdens de U23 FIBA 3x3 Nations League Finals in Colombo (Sri Lanka). Zij werd topscorer van de League.In datzelfde jaar deed zij met het universiteitsteam van de VU Amsterdam namens Nederland mee aan de FISU World University Finals in Xiamen (China). Zij werd daar topscorer van het toernooi. In 2017 debuteerde zij tijdens een oefenwedstrijd in en tegen België in het nationale vrouwenteam (5x5).
Op haar 21e tekende ze een profcontract bij de South West Slammers in Bunbury (Australië), waar ze in het seizoen 2018 zou spelen. Aan het eind van het seizoen werd zij verkozen in het All Star Team. In datzelfde jaar belandde ze, als eerste Nederlander ooit, bovenaan de wereldranglijst van het 3x3-basketbal, zowel in de categorie tot 23 jaar, als bij de senioren. In het seizoen 2018-2019 speelde Van Kleef professioneel bij het Belgische Kangoeroes Basket Mechelen. In mei 2019 sloot zij zich voor twee jaar aan bij het 3x3 Olympisch programma van de Nederlandse Basketball Bond. De Olympische Spelen in Tokyo werden echter niet gehaald. In het najaar 2019 speelde Charlotte van Kleef met het 3x3 U23 Nederlands Team de Nations League Finals als onderdeel van de World Urban Games in Budapest (Hongarije). Zij werd met haar team vierde en behaalde zelf de top-5 van topscorers. In 2019 behaalde zij tijdens de ANOC World Beach Games in Doha (Qatar) een zilveren medaille met het 3x3 nationale team. In het seizoen 2019-2020 behaalde Van Kleef met de Orange Lions de kwartfinale van de European Woman's Basketball League (EWBL). In 2021 verloor Charlotte van Kleef de halve finale tijdens de 3x3 Women's World Series Finals in Boekarest (Roemenië) en werd ze vierde. Zelf werd ze tweede bij de 3-punts shootcontest. Tijdens de QUAI 54 World Streetball Championships in Parijs (Frankrijk) in 2023 behaalde zij een tweede plaats en werd ze vice-wereldkampioen streetball. Goud werd er in 2023 gewonnen tijdens de Europese Summer Jam streetball finales in Londen (Engeland).
In 2011 maakte Van Kleef als 14-jarige met Lekdetec Batouwe haar debuut in de Nederlandse vrouweneredivisie. Zij won één keer de Supercup (2016 Loon Lions), één keer de Final Four (2012 CTO Amsterdam) en één keer de Carla de Liefde trofee (2012 Lekdetec Batouwe). In het seizoen 2022-2023 werd zij door Eurobasket verkozen tot 'Center of the Year' in de Nederlandse vrouweneredivisie. In 2023-2024 is zij topscorer van de Women's Basketball League en wordt ze in het All Star Team gekozen.
Charlotte van Kleef speelt bij TopKip Lions in Landsmeer.

## Statistieken
| Seizoen   | Team                        | GS | MPW   | 2P%  | 3P%  | VW%  | RPW  | APW  | SPW  | BPW  | PPW  |
| 2023-2024 | TopKip Lions (NL)           | 38 | 29.19 | 54.9 | 39.3 | 83.0 | 5.89 | 1.53 | 1.17 | 0.64 | 15.3 |
| 2022-2023 | TopKip Lions (NL)           | 30 | 31.26 | 53.4 | 37.1 | 81.7 | 6.96 | 1.64 | 1.00 | 0.39 | 17.1 |
| 2021-2022 | Landslake Lions (NL)        | 24 | 30.31 | 61.9 | 36.7 | 80.0 | 5.11 | 0.89 | 1.05 | 0.32 | 15.5 |
| 2020-2021 | Loon Lions (NL)             | 16 | 27.30 | 58.8 | 36.1 | 91.7 | 3.64 | 0.64 | 0.50 | 0.29 | 15.3 |
| 2019-2021 | 3x3 Olympisch programma NBB |    |       |      |      |      |      |      |      |      |      |
| 2018-2019 | Kangoeroes Basket (B)       | 21 | 14.0  | 47.6 | 42.9 | 80.0 | 1.9  | 0.50 | 0.50 | 0.30 | 6.1  |
| 2018      | South West Slammers (Aus)   | 22 | 32.0  | 42.7 | 35.4 | 78.3 | 5.4  | 0.86 | 0.80 | 0.30 | 15.9 |
| 2017-2018 | Loon Lions (NL)             | 15 | 23.08 | 41.7 | 43.1 | 90.9 | 5.93 | 0.60 | 0.53 | 0.27 | 9.7  |
| 2016-2017 | Loon Lions (NL)             | 33 | 22.40 | 53.9 | 31.9 | 76.7 | 3.48 | 0.36 | 0.73 | 0.27 | 8.8  |
| 2015-2016 | CTO (NL)                    | 25 | 27.38 | 38.6 | 35.0 | 74.1 | 5.24 | 1.12 | 0.52 | 0.56 | 9.4  |
| 2014-2015 | CTO (NL)                    | 24 | 17.42 | 53.0 | 29.6 | 74.2 | 3.24 | 1.21 | 0.50 | 0.13 | 6.5  |
| 2013-2014 | CTO (NL)                    | 26 | 14.48 | 46.0 | 25.0 | 47.4 | 2.50 | 0.58 | 0.50 | 0.19 | 4.3  |
| 2012-2013 | CTO (NL)                    | 11 | 5.21  | 33.3 | 50.0 | -    | 1.45 | 0.18 | 0.09 | 0.00 | 0.8  |
| 2011-2012 | Lekdetec.nl (NL)            | 5  | 4.00  | -    | -    | -    | 1.00 | 0.00 | 0.20 | 0.40 | 0.0  |